# 인천대건고등학교
인천대건고등학교(仁川大建高等學校)는 대한민국 인천광역시 연수구 동춘동에 위치한 사립 고등학교이다.

## 학교 연혁
- 1945년 9월 : 인천 대건의 전신 영화중학교 설립
- 1962년 3월 : 천주교 인천교구 재단으로 이관(재단 이사장 나굴리엘모 주교)
- 1963년 2월 : 인천 대건중고등학교로 교명 변경
- 1964년 3월 : 학교법인 인천 가톨릭 교육재단으로 설립자 변경
- 1983년 2월 : 마리아 수도회로 학교 운영 이관
- 1988년 2월 : 인천대건 중학교 폐교
- 1998년 7월 : 신축 교사로 이전(연수구 동춘동 517-1)
- 2002년 4월 : 제2대 이사장 최기산 보니파시오 주교 취임
- 2006년 7월 : 마리아 수도회에서 인천교구로 운영 이관
- 2016년 7월 : 제3대 이사장 정신철 요한 세례자 주교 취임
- 2018년 3월 : 제14대 교장 김영재 그레고리오 신부 취임
- 2022년 1월 : 제67회 졸업식(256명, 총 졸업생 20,243명)

## 참고 자료
- 인천대건고등학교 - 한국교육학술정보원 학교알리미